# Glashütten (Hessen)
Glashütten település Németországban, Hessen tartományban. Lakosainak száma 5394 fő (2023. december 31.).

## Népesség
A település népességének változása:
| Lakosok száma | 5446 | 5392 | 5383 | 5437 | 5394 |
|               | 2017 | 2019 | 2021 | 2022 | 2023 |